# ساحا
ساحا (فیلیپینی: Sahaya) یک سریال تلویزیونی ۲۰۱۹ فیلیپین پخش شده توسط شبکه جی‌ام‌ای است. در این قسمت، نقش Zig Dulay, Bianca Umali را بازی می‌کند. این در ۱۸ مارس سال ۲۰۱۹ در شبکه تلویزیونی Telebabad به جای Onanay عرضه شد.